# كوينسي آدامز شو
كوينسي آدامز شو (بالإنجليزية: Quincy Adams Shaw)‏ هو شخصية أعمال أمريكي، ولد في 8 فبراير 1825 في Beacon Hill, Boston ‏ في الولايات المتحدة، وتوفي في 12 يونيو 1908 في Jamaica Plain ‏ في الولايات المتحدة.